# Кузик Степан Петрович
Кузик Степан Петрович (23 травня 1946, с. Княгиничі, Україна — 17 серпня 2023 року, м. Львів, Україна) — український вчений, економіко-географ, краєзнавець, кандидат економічних наук, доцент кафедри економічної і соціальної географії Львівського національного університету імені Івана Франка. Дійсний член Українського географічного товариства та член Наукового товариства імені Шевченка.

## Біографія
Народився Степан Петрович Кузик 23 травня 1946 року на Прикарпатті, в селі Княгиничі, тепер Рогатинський район Івано-Франківської області. У період 1953—1964 років навчався в місцевій сільській початковій школі, пізніше, у роках в рогатинській та явченській середніх школах. По завершенню школи вступив 1964 року до Львівського державного університету на географічний факультет, який закінчив 1969 року.
Після здобуття вищої освіти працював інженером-економістом (від 1974 року — старшим інженером) у Львівському відділі Ради з вивчення продуктивних сил УРСР Академії наук УРСР. З 1984 року працює молодим науковим співробітником (від 1987 року — асистентом) Львівського відділення Інституту економіки АН УРСР. 1986 року захистив кандидатську дисертацію на тему: «Соціально-економічні проблеми розвитку туризму (на прикладі Карпатського району УРСР)» за спеціальністю: «Розміщення продуктивних сил. Економіка районів». Під час роботи в інституціях академії наук виконував декілька тем, пов'язаних із розвитком та розміщенням продуктивних сил Заходу України, був одним із відповідальних виконавців державних тем: «Розробка методів оцінки і оптимізації використання рекреаційного потенціалу Карпат», «Розробка наукових основ раціонального використання соціально-економічного потенціалу рекреаційних зон Карпат». З грудня 1990 року — доцент Львівського торговельно-економічного інституту. 1992 року перейшов до науково-викладацької діяльності у Львівському університеті імені Івана Франка. У 1990-х роках працює вченим секретарем відділу проблем профілактики захворювань і рекреації громадського «Інституту проблеми людини».
Читає лекції на географічному факультеті Львівського національного університету з курсів: «Географія міжнародного туризму», «Географія світового господарства», «Основи менеджменту і маркетингу», «Регіональна економічна і соціальна географії», «Регіональна економічна і соціальна географія», «Рекреаційна географія», «Транскордонне співробітництво».
Член редакційної колегії збірників науково-практичних конференцій «Рогатинська земля: історія та сучасність» 1995 і 2001 років. Плідний науковий редактор посібників, рекомендованих до друку Міністерством освіти України у тернопільському видавництві «Підручники і посібники» та львівському «Світ».

## Наукові праці
Основні наукові інтереси Кузика С. П. зосереджені в області теоретичних і методичних проблем географії світового господарства, рекреаційної географії, географії туризму та краєзнавстві. Найважливіші наукові здобутки пов'язані з дослідженням соціально-економічних проблем розвитку туризму, оцінки туристичних ресурсів. Зокрема, розроблено й опубліковано методичну оцінку історико-культурних пізнавальних туристичних ресурсів, обґрунтовано варіанти перспектив розвитку туризму в карпатських областях України, визначено закономірності розвитку туризму як галузі сфери послуг, а також проведено економіко-географічне вивчення зарубіжних країн. Кузиком С. П. було запропоновано новий методологічний підхід до виділення суспільно-географічних макрорегіонів на європейському континенті. За роки плідної праці Степан Петрович опублікував 200 наукових і науково-популярних праць, у тому числі 8 монографій, ряд з них у співавторстві. Кузик Степан Петрович знаний автор українських підручників з економічної географії країн світу. Найважливіші праці:
- Кузик С. П. Науково-методичні основи викладання курсу «Географії світового господарства» // Географія і сучасність : збірник наук. праць НПУ імені М. П. Драгоманова. — 2013. — Вип. 18(30). — С. 162—170.
- Кузик С. П. Заклади дозвілля // Львів: комплексний атлас. — К. : ДНВП «Картографія», 2012. — С. 100.
- Кузик С. П., Литвин Д. В. Екскурсійні маршрути // Львів: комплексний атлас. — К. : ДНВП «Картографія», 2012. — С. 105.
- Кузик С. П. Географія туризму: навч. посіб. — К. : Знання, 2011. — 271 с.
- Класифікація туристичної діяльності / С. П. Кузик // Вісник Львівського університету. Серія геогр. — 2010. — Вип. 38. — С. 167—173.
- Кузик С. П. Теоретичні проблеми туризму: суспільно-географічний підхід: монографія. — Л. : Видавничий центр ЛНУ ім. Івана Франка, 2010. — 254 с.
- Шаблій О. І., Кузик С. П. Іван Франко — краєзнавець і мандрівник // Іван Франко: дух, наука, думка, воля: Матеріали Міжнар. наукового конгресу, присвяченому 150-річчю від дня народження Івана Франка (Львів, 27 вересня — 1 жовтня 2006 р.). — Л. : Видавничий центр ЛНУ ім. Івана Франка, 2010. — Т. 2. — С. 1069—1077.
- Кузик С. П. Науково-історичний досвід розвитку краєзнавства у творчості Івана Франка // Географія в інформаційному суспільстві: Збірка наукових праць. — К. : Видавництво географічної літератури «Обрії», 2008. — Т. 4. — С. 189—191.
- Кузик С. П. Штаб-квартира Романа Шухевича в Княгиничах. — Коломия, 2007. — 192 с.
- Кузик С. П. Концептуальні засади політики збалансованого розвитку туризму в Карпатському Єврорегіоні // Регіональна політика в Україні: сучасні форми та методи реалізації: Зб. наук. праць / Відп. ред. М. І. Долішній. — Л., 2005. — С. 194—199.
- Кузик С. П. Княгиничі: краєзнавчі студії. — Л. : Видавничий центр ЛНУ ім. Івана Франка ; Опілля, 2001. — 448 с.
- Економічна і соціальна географія світу: Навч. посіб / За ред. С. П. Кузика. — Л. : Світ, 2005. — 671 с.
- Кузик С. П. Суспільно-географічна макрорегіоналізація Європи // Україна та глобальні процеси: географічний вимір. — 2001. — Т. 4. — С. 54-57.
- Соціально-еономічна географія України: Навч. посіб / За ред. О. І. Шаблія. — 2-е вид., перероб. і доп. — Л. : Світ, 2000. — 680 с.
- Кузик С. П., Книш М. М. Економічна і соціальна географія Америки: Навч. посіб / Наук. ред. О. І. Шаблій. — Л. : Видавничий центр ЛНУ ім. Івана Франка, 1999. — 300 с.
- Кузик С. П., Кравців С. П., Гринів Л. С., Копач М. В. Науково-методичні засади реформування рекреаційної сфери: Наук. вид. — Л., 1999. — 78 с.
- Австрійський досвід формування регіональної політики розвитку туризму / С. П. Кузик, Д. Л. Олесневич // Регіональна політика України: наукові основи, методи, механізми: Зб. наук. праць. За матеріалами доп. міжнар. наук.-практ. Конф., м. Львів, 21-23 трав. 1998 р. — Львів, 1998. — Ч. 3. — С. 47–50.
- Економіко-географічний аналіз відтворювальних аспектів рекреаційного потенціалу Закарпатської області / С. П. Кузик, В. С. Грицевич // Вісн. Львів. ун-ту. Сер. геогр. — 1998. — Вип. 21: Географія України (регіональні проблеми). — С. 94–98.
- Регіональна організація туризму у Великобританії / С. П. Кузик, Д. Л. Олесневич // Регіональна політика України: наукові основи, методи, механізми: Зб. наук. праць за матеріалами доп. міжнар. наук.-практ. Конф., м. Львів, 21–23 трав. 1998 р. — Львів, 1998. — Ч. ІІІ. — С. 50–54.
- Соціально-економічна географія світу. Загальна частина / За ред. С. П. Кузика. — Трн. : Підручники і посібники, 1998. — 256 с.
- Математико-картографічний аналіз територіальних особливостей рекреаційних чинників в Українських Карпатах / С. Кузик, В. Грицевич, З. Шаблій // Проблеми регіональної політики: Зб. Наук. праць. — Львів, 1995. — С. 131—138.
- Кузик С. П. Рекреаційний комплекс // Соціально-економічна географія України: Навч. посіб / За ред. О. І. Шаблія. — Л. : Світ, 1994. — С. 404—416.
- Закономірності територіальної організації туризму / С. П. Кузик // Вісник АН УРСР. — 1988. — № 7. — С. 78–83.
- (рос.) Кузик С. П., Долишний М. И., Злупко С. Н., Писаренко С. М. Украинские Карпаты. Экономика. — К. : Наукова думка, 1988. — 224 с.
- (рос.) Кузик С. П., Долишний М. И., Нудельман М. С., Ткаченко К. К. и др. Карпатский рекреационный комплекс. — К. : Наукова думка, 1984. — 148 с.
- Кузик С., Заблоцкий Б. Львів–Моршин–Бубнище: Путівник по туристському маршруту = Львов — Моршин — Бубнище: Путеводитель по туристическому маршруту. — Л. : Каменяр, 1982. — 32 с.
- (рос.) Кузик С. П., Долишний М. И., Ткаченко К. К., Литвинович Р. М. и др. Производственно-территориальные комплексные формирования. — К. : Наукова думка, 1982. — 206 с.
- С. Кузик, Л. Ільєв, О. Березю. Туризм — перспективна галузь спеціалізації гірських районів Карпат // Економіка радянської України. — 1978. — № 3. — С. 82–84.